# Together Again
Together Again er et studiealbum af The Dubliners udgivet i 1979 produceret af Pete St. John. De medvirkende er Ronnie Drew, Luke Kelly, Barney McKenna og John Sheahan.
Det er det første album The Dubliners udgav efter Ronnie Drew vendte tilbage, og Jim McCann havde forladt bandet. Samtidig blev det sidste studiealbum, hvor Luke Kelly var med.
Fire af kompositionerne på albummet er skrevet af Pete St. John, og én af John Sheahan.
I 1999 blev det genudgivet som en del af boks-sættet The Very Best of The Dubliners sammen med At Home with The Dubliners, Revolution og Prodigal Sons.

## Spor[2]

### Side Et
1. "The Mero" (Pete St. John)
2. "The Rare Ould Times" (Pete St. John)
3. "Spey in Spate/The Steam Packet"
4. "Danny Farrell" (Pete St. John)
5. "Song of the Iron Road"
6. "The Old Man"

### Side To
1. "Johnny McGory" (Pete St. John)
2. "The Lag Song"
3. "Sheahan's M1 Gig" (John Sheahan)
4. "And the Band Played Waltzing Matilda" (Eric Bogle)
5. "Toss the Feathers/Maid Behind the Bar"
6. "The Parting Glass"